# ジャック・ハインツ
ジャック・ハインツ(Jack Heinz)ことヘンリー・ジョン・ハインツ2世（Henry John Heinz II、1908年7月10日 - 1987年2月23日)は、アメリカ合衆国の実業家であり、19世紀に祖父のヘンリー・J・ハインツが創業した食品メーカー・ハインツの3代目社長である。

## 若年期と初期のキャリア
ハインツは1908年7月10日にペンシルベニア州ピッツバーグで生まれた。父はハインツの2代目社長ハワード・コヴォード・ハインツ(Howard Covode Heinz)、母はエリザベス・グレンジャー・ラスト(Elizabeth Granger Rust)である。弟にラスト・ハインツがいる。
チョート・ローズマリー・ホールを卒業してイェール大学に入学した。大学在学中に、スカル・アンド・ボーンズに入会した。その後、オックスフォード大学で学位を得た。在学中も夏休みの間は、父が経営するハインツ社の工場で簿記や手伝いをしていた。大学卒業後、イギリスでハインツ社の営業の仕事をした。

## ハインツ社社長
ハインツは大学を卒業してすぐにハインツ社に入社し、様々な部門を経験した。1941年に父が亡くなり、ハインツが3代目社長に就任した。
第二次世界大戦中の一時期、ピッツバーグにあるハインツ社の工場で陸軍省のグライダーの製造を行った。爆撃を受けたロンドン郊外の工場の視察や、イギリス政府からの要請で食糧不足を解決するために、第二次世界大戦中にイギリスを5回訪問した。また、統一戦争基金(United War Fund)の会長に就任し、ピッツバーグやその周辺で、食料の配給や節約に関する演説を毎日のように行っていた。この活動は戦後にコミュニティ・チェスト（共同募金）となり、全米に支部を持つ組織ユナイテッド・ウェイになった。
ハインツの下で、ハインツ社はオランダ、ポルトガル、ベネズエラ、日本、イタリアに子会社を設立し、国際的な企業に成長した。ハインツの在任中、スターキスト(Star-Kist)とオレアイダ(Ore-Ida)を買収して傘下に収めた。また、中国本土におけるベビーフード工場の開設の指揮をとった。
1966年、ハインツは社長兼CEOを辞任して会長に就任し、後任のCEOに初の創業家以外の人物であるロバート・バート・グーキンを指名した。ハインツは亡くなるまで会長の地位にあった。

## 慈善活動
ハインツは、金融家のリチャード・キング・メロンやピッツバーグ市長のデイヴィッド・L・ローレンスと共に、ピッツバーグの向上と近代化のための計画「ルネサンスI」を立ち上げた。この計画に基づいて、製鉄所からの煙を規制する条例や、河川の水質改善、環境保護のための条例が制定された。
ハインツは、ピッツバーグ・ダウンタウンへの文教地区の建設を推進した。1941年にハインツ基金を創設し、亡くなるまでその理事長を務めた。1964年、閉鎖され壊される予定だった劇場を購入し、修復してハインツ・ホールとして開場させ、ピッツバーグ交響楽団の本拠地とした。
ハインツは、ピッツバーグ市当局によるNHLチームの誘致に資金を提供し、1967年に創設されたピッツバーグ・ペンギンズの共同オーナーを1970年代初頭まで務めた。

## 政治活動
ハインツは、生涯を通じて共和党支持者だった。
1935年から1936年までピッツバーグの消防署長、1938年から1942年までアレゲニー郡の保安官を務めた。
1948年から1951年まで国際商業会議所のアメリカ支部長を務めた。ドワイト・D・アイゼンハワー大統領からの指名により、パキスタンへの緊急経済支援団の団長を務めた。1958年と1959年には、国際連合欧州経済委員会のアメリカ代表団長を務めた。また、ビルダーバーグ会議の運営委員も務めた。

## 栄誉
1979年、大英帝国勲章名誉コマンダーを授与された。また、イタリア、フランス、ギリシャからも勲章を授与されている。

## 私生活
1935年、女性飛行士のパイオニアであるジョーン・ディール(Joan Diehl)と結婚し、ピッツバーグ郊外のフォックス・チャペルに家を構えた。2人の間にはヘンリー・ジョン・ハインツ3世（ジョン・ハインツ）が生まれた。ジョーンとは1942年に離婚した。一人息子のジョンはジョーンに引き取られたが、夏の間は実父のジャックの元で過ごした。ジョン・ハインツは、ハインツ社の社員として5年間在籍した後、下院議員を経て上院議員となったが、1991年に飛行機事故で死亡した。
1953年にドゥルー・マー(Drue Maher)と再婚した。ドゥルーとの間に子供はいなかった。

## 死去
1987年2月23日、フロリダ州ホープ・サウンドにある避寒のための別荘で、癌により78歳で亡くなった。